# Self Esteem
«Self Esteem» es una canción de la banda estadounidense de punk rock The Offspring. Es la octava pista (o la séptima en la edición en casete) de su tercer álbum de estudio Smash y fue lanzada como el segundo sencillo del álbum. La canción fue un éxito mundial, alcanzando el número uno en Dinamarca, Letonia, Noruega y Suecia, y fue uno de los sencillos más exitosos lanzados por la banda. Sin embargo, el vocalista Dexter Holland admitió en el DVD llamado "Complete Music Video Collection" que esta canción no fue muy popular en Japón. "Self Esteem" fue finalista en los premios MTV Europe Music Awards de 1995 a la Mejor Canción. "Self Esteem" también aparece como la tercera canción en su álbum recopilatoro Greatest Hits, que fue lanzado en 2005.

## Listado de canciones

### Edición en CD
| N.º | Título                  | Duración |  |
| 1.  | «Self Esteem»           | 4:17     |  |
| 2.  | «Burn It Up»            | 2:43     |  |
| 3.  | «Jennifer Lost the War» | 2:35     |  |

### Edición en CD MAXI
| N.º | Título                  | Duración |  |
| 1.  | «Self Esteem»           | 4:17     |  |
| 2.  | «Jennifer Lost the War» | 2:35     |  |
| 3.  | «Burn It Up»            | 2:43     |  |

### Edición en vinilo MAXI de 12"
| N.º | Título                  | Duración |  |
| 1.  | «Self Esteem»           | 4:17     |  |
| 2.  | «Burn It Up»            | 2:43     |  |
| 3.  | «Jennifer Lost the War» | 2:35     |  |

## Video musical
El vídeo musical de la canción fue dirigido por Darren Lavett (Quien también dirigió el vídeo anterior, "Come Out and Play") y fue rodado en agosto de 1994 después de que The Offspring obtuviera el oro y el platino con Smash. En el videoclip, varias personas están haciendo cosas como acrobacias, con destellos de la banda tocando en un escenario.
En el vídeo, Dexter viste tres diferentes remeras de bandas. Al principio, estaba vestido con una camiseta de los Sex Pistols. Más tarde, lleva una camiseta de "The Germs", y por último, mientras aparece brevemente como un esqueleto humano, usa una camiseta de The Vandals.
En una entrevista realizada a The Offspring en el DVD Greatest Hits, Noodles afirmó que le regaló su guitarra Fender Stratocaster (con la que tocó en el vídeo) a uno de los actores que aparecieron en el vídeo.
"Self Esteem" sigue siendo uno de los vídeos más populares de The Offspring. Fue un gran éxito en la MTV, que ayudó a lanzar la canción para el éxito en la radio.

### Apariciones en DVD
El video musical también aparece en el DVD llamado "Complete Music Video Collection", que fue lanzado en 2005.

## En la cultura popular
- Durante muchos años, "Self Esteem" solía ser la última canción que The Offspring tocaba en los conciertos en vivo.
- La canción también apareció en SingStar Rocks!.[1]
- La canción también fue transcrita en la edición de junio de 1997 de la revista Guitar World.
- Durante los primeros días de Trivium, el guitarrista Matt Heafy realizó una versión de esta canción en su programa de talentos realizado en la escuela Lake Brantley High School.
- La banda Cuban Boys realizó un cover de la canción que apareció en su álbum Eastwood.
- La canción está disponible como contenido descargable en la serie de videojuegos Rock Band. Fue lanzada el 7 de octubre de 2008.
- La canción también aparece en el videojuego musical Guitar Hero: Warriors of Rock[2]
- Charles Hamilton se basó en esta canción para componer su canción llamada "Rockstar Girl".
- La cantante/compositora sueca Veronica Maggio ha hecho un cover acústico de esta canción.[3]
- La canción está disponible para descargar desde el 1 de marzo de 2011 en una versión mejorada para su uso en el videojuego Rock Band 3.

## Créditos
- Dexter Holland - Vocalista, guitarrista,
- Noodles - Guitarra, coros
- Greg K. - Bajo, coros
- Ron Welty - Batería

## Listas y certificaciones
| Listas (1995)                          | Mejor posición |
| -------------------------------------- | -------------- |
| Alemania (Media Control AG)            | 4              |
| Australia (ARIA)                       | 6              |
| Austria (Ö3 Austria Top 40)            | 4              |
| Bélgica (Flandes) (Ultratop 50)        | 7              |
| Bélgica (Valonia) (Ultratop 50)        | 8              |
| Canadá (RPM Singles Chart)             | 34             |
| Dinamarca (IFPI)                       | 1              |
| Escocia (Scottish Singles Sales Chart) | 39             |
| Estados Unidos (Hot 100 Airplay)       | 45             |
| Estados Unidos (Mainstream Rock)       | 7              |
| Estados Unidos (Modern Rock Tracks)    | 4              |
| European Hot 100 Singles               | 10             |
| Finlandia (Suomen virallinen lista)    | 3              |
| Francia (SNEP Singles Chart)           | 20             |
| Irlanda (Irish Singles Chart)          | 27             |
| Noruega (VG-lista)                     | 1              |
| Nueva Zelanda (Recorded Music NZ)      | 39             |
| Países Bajos (Dutch Top 40)            | 4              |
| Reino Unido (UK Singles Chart)         | 37             |
| Suecia (Sverigetopplistan)             | 1              |

| Listas (1995)                   | Posición |
| ------------------------------- | -------- |
| Offizielle Deutsche Charts      | 18       |
| Australian Singles Chart        | 35       |
| Austrian Singles Chart          | 18       |
| Belgian (Flandes) Singles Chart | 16       |
| Belgian (Valonia) Singles Chart | 20       |
| Dutch Top 40                    | 15       |
| French Singles Chart            | 70       |
| Suecia (Sverigetopplistan)      | 5        |

| País        | Organismo certificador | Certificación | Ventas  | Ref.   |
| ----------- | ---------------------- | ------------- | ------- | ------ |
| Australia   | ARIA                   | Oro           | 35 000  | [ 25 ] |
| España      | PROMUSICAE             | Oro           | 30 000  | [ 32 ] |
| Italia      | FIMI                   | Oro           | 50 000  | [ 33 ] |
| Noruega     | IFPI Noruega           | Platino       | 10 000  | [ 34 ] |
| Suecia      | GLF                    | Oro           | 10 000  | [ 35 ] |
| Reino Unido | BPI                    | Plata         | 200 000 | [ 36 ] |

#### Sucesión en listas
| Anterior: «Tears Don't Lie» de Mark 'Oh                         | Topplistan — Sencillo Nro 1 24 de febrero de 1995 — 17 de marzo de 1995       | Siguiente: «Think Twice» de Céline Dion   |
| Anterior: «Think Twice» de Céline Dion                          | VG-lista — Sencillo Nro 1 15.ª semana de 1995 — 18.ª semana de 1995           | Siguiente: «Wish You Were Here» de Rednex |
| Anterior: «Sarajevo's børn - Gi dem et håb» por Varios Artistas | Danish Singles Chart — Sencillo Nro 1 3 de junio de 1995 — 9 de junio de 1995 | Siguiente: «Back for Good» de Take That   |